# Dragovac (gmina Bojnik)
Dragovac (cyr. Драговац) – wieś w Serbii, w okręgu jablanickim, w gminie Bojnik. W 2011 roku liczyła 900 mieszkańców.